# Space Quest V : La Mutation suivante
Space Quest V : La Mutation suivante est un jeu vidéo d'aventure sorti en 1993 sous DOS. Le jeu a été développé par Dynamix et édité par Sierra. Il fait partie de la série des Space Quest.

## Scénario
Depuis ses mésaventures avec les Égorgeurs du Temps dans Space Quest IV, Roger a intégré une université spatiale afin d'évoluer dans son emploi. Une fois son diplôme obtenu (en trichant à l'examen), il devient... Responsable d'un vaisseau poubelle chargé de récupérer les déchets aux quatre coins de la galaxie.
Ses pérégrinations sont pourtant vite troublées par une étrange androïde tueuse à gages, chargée de l'éliminer...

## Système de jeu
Ce jeu est un point'n click. Le joueur déplace Roger Wilco dans des scènes fixes et clique sur des éléments avec divers curseurs. Chacun a une fonction différente : se déplacer, regarder, agir, parler, utiliser un objet.
Roger récupère divers objets au cours de son aventure. Il doit les utiliser à des moments précis pour débloquer certains événements.
Le jeu se déroule également dans un vaisseau spatial. Il faut entrer les coordonnées pour aller de planète en planète.
À la façon des King's Quest, le jeu présente de nombreuses façons de mourir, mais elles sont traitées de façon plus humoristiques que tragiques.